# Драмхелер
Драмхелер (енгл. Drumheller) је варош у јужном делу средишње Алберте у Канади и део је статистичке регије Јужна Алберта. Смештен је у зони рђаве земље (badlands) у долини реке Ред Дир на око 110 км североисточно од града Калгарија. 
Насеље је име добило у част пуковника Самјуела Драмхелера који је 1910. купио део земље у овој области и 1911. отворио рудник угља. Са доласком железнице и градњом железничке станице 1912. Драмхелер добија статус села већ наредне године, а 1916. и статус вароши. Од 1930. Драмхелер је имао статус града и тада је у њему живело око 3.000 становника. Драмхелер је 1997. изгубио статус града и повратио статус вароши услед уједињења са суседном руралном општином Бадландс бр. 7. На овај начин варош је повећала површину своје територије и сада са скоро 110 км² површине варош је са највећом површином у провинцији. Сам статус вароши локалној заједници гарантује знатно више развојних средстава из провинцијских и државних фондова него када је реч о градским срединама.
Према резултатима пописа становништва из 2011. у варошици је живело 8.029 становника у 3.418 домаћинстава, што је за 1,2% више у односу на попис из 2006. када су регистрована 7.932 житеља.
Драмхелер је важан енергетски центар у овом делу Алберте. Некада доминантно рударство и експлоатација угља данас је замењено експлоатацијом земног гаса. Друго најважније лежиште овог енергента у провинцији налази се управо на територији ове вароши.
У долини реке Ред Дир у околини града налазе се бројна палеонтолошка налазишта у којима се налазе бројни фосилни остаци диносауруса. Због тога се често ово подручје дугачко 28 км и широко до 2 км назива и долином диносауруса. У самој варошици налази се највећа на свету статуа диносауруса (тираносаурус рекс) од фибергласа и челика, висока 25 м и дугачка 46 метара. 
У самој вароши налази се Тирелов краљевски музеј палеонтологије (отворен 1985) са преко 130.000 фосилних остатака диносауруса и највећи је и најпосећенији музејски простор овог типа у целој Канади.
Неке од сцена вестерна Клинта Иствуда Неопростиво из 1992. снимане су на локалитетима око Драмхелера.

## Клима
| Клима Драмхелера (норм. 1981—2010, екстр. 1923—данас) | Клима Драмхелера (норм. 1981—2010, екстр. 1923—данас) | Клима Драмхелера (норм. 1981—2010, екстр. 1923—данас) | Клима Драмхелера (норм. 1981—2010, екстр. 1923—данас) | Клима Драмхелера (норм. 1981—2010, екстр. 1923—данас) | Клима Драмхелера (норм. 1981—2010, екстр. 1923—данас) | Клима Драмхелера (норм. 1981—2010, екстр. 1923—данас) | Клима Драмхелера (норм. 1981—2010, екстр. 1923—данас) | Клима Драмхелера (норм. 1981—2010, екстр. 1923—данас) | Клима Драмхелера (норм. 1981—2010, екстр. 1923—данас) | Клима Драмхелера (норм. 1981—2010, екстр. 1923—данас) | Клима Драмхелера (норм. 1981—2010, екстр. 1923—данас) | Клима Драмхелера (норм. 1981—2010, екстр. 1923—данас) | Клима Драмхелера (норм. 1981—2010, екстр. 1923—данас) |
| Показатељ \ Месец                                     | .Јан.                                                 | .Феб.                                                 | .Мар.                                                 | .Апр.                                                 | .Мај.                                                 | .Јун.                                                 | .Јул.                                                 | .Авг.                                                 | .Сеп.                                                 | .Окт.                                                 | .Нов.                                                 | .Дец.                                                 | .Год.                                                 |
| ----------------------------------------------------- | ----------------------------------------------------- | ----------------------------------------------------- | ----------------------------------------------------- | ----------------------------------------------------- | ----------------------------------------------------- | ----------------------------------------------------- | ----------------------------------------------------- | ----------------------------------------------------- | ----------------------------------------------------- | ----------------------------------------------------- | ----------------------------------------------------- | ----------------------------------------------------- | ----------------------------------------------------- |
| Апсолутни максимум, °C (°F)                           | 15,5 (59,9)                                           | 18,0 (64,4)                                           | 28,0 (82,4)                                           | 33,9 (93)                                             | 37,0 (98,6)                                           | 39,4 (102,9)                                          | 40,6 (105,1)                                          | 38,1 (100,6)                                          | 37,2 (99)                                             | 33,3 (91,9)                                           | 23,9 (75)                                             | 17,3 (63,1)                                           | 40,6 (105,1)                                          |
| Максимум, °C (°F)                                     | −6,0 (21,2)                                           | −0,4 (31,3)                                           | 3,7 (38,7)                                            | 12,9 (55,2)                                           | 18,4 (65,1)                                           | 22,1 (71,8)                                           | 26,7 (80,1)                                           | 26,1 (79)                                             | 20,0 (68)                                             | 13,2 (55,8)                                           | 3,1 (37,6)                                            | −2,5 (27,5)                                           | 11,4 (52,5)                                           |
| Просек, °C (°F)                                       | −12,3 (9,9)                                           | −7,5 (18,5)                                           | −2,7 (27,1)                                           | 5,9 (42,6)                                            | 11,5 (52,7)                                           | 15,8 (60,4)                                           | 19,4 (66,9)                                           | 18,3 (64,9)                                           | 12,5 (54,5)                                           | 5,9 (42,6)                                            | −3,0 (26,6)                                           | −8,8 (16,2)                                           | 4,5 (40,1)                                            |
| Минимум, °C (°F)                                      | −18,6 (−1,5)                                          | −14,6 (5,7)                                           | −9,2 (15,4)                                           | −1,1 (30)                                             | 4,5 (40,1)                                            | 9,4 (48,9)                                            | 12,0 (53,6)                                           | 10,4 (50,7)                                           | 4,9 (40,8)                                            | −1,4 (29,5)                                           | −9,1 (15,6)                                           | −15,1 (4,8)                                           | −2,3 (27,9)                                           |
| Апсолутни минимум, °C (°F)                            | −43,9 (−47)                                           | −41,4 (−42,5)                                         | −37,8 (−36)                                           | −26,7 (−16,1)                                         | −9,4 (15,1)                                           | −2,8 (27)                                             | −2,8 (27)                                             | −6,7 (19,9)                                           | −11,7 (10,9)                                          | −22,5 (−8,5)                                          | −35,1 (−31,2)                                         | −42,8 (−45)                                           | −43,9 (−47)                                           |
| Количина падавина, mm (in)                            | 12,3 (0,484)                                          | 10,2 (0,402)                                          | 15,0 (0,591)                                          | 25,7 (1,012)                                          | 47,7 (1,878)                                          | 69,3 (2,728)                                          | 64,4 (2,535)                                          | 51,4 (2,024)                                          | 41,2 (1,622)                                          | 13,4 (0,528)                                          | 11,2 (0,441)                                          | 10,4 (0,409)                                          | 372,1 (14,65)                                         |
| Количина кише, mm (in)                                | 0,0 (0)                                               | 0,1 (0,004)                                           | 1,5 (0,059)                                           | 20,5 (0,807)                                          | 43,6 (1,717)                                          | 69,3 (2,728)                                          | 64,4 (2,535)                                          | 51,0 (2,008)                                          | 40,5 (1,594)                                          | 9,7 (0,382)                                           | 1,1 (0,043)                                           | 0,0 (0)                                               | 301,7 (11,878)                                        |
| Количина снега, cm (in)                               | 12,2 (4,8)                                            | 10,1 (3,98)                                           | 13,5 (5,31)                                           | 5,2 (2,05)                                            | 4,0 (1,57)                                            | 0,0 (0)                                               | 0,0 (0)                                               | 0,4 (0,16)                                            | 0,7 (0,28)                                            | 3,8 (1,5)                                             | 10,1 (3,98)                                           | 10,4 (4,09)                                           | 70,5 (27,76)                                          |
| Извор #1: Environment Canada                          |                                                       |                                                       |                                                       |                                                       |                                                       |                                                       |                                                       |                                                       |                                                       |                                                       |                                                       |                                                       |                                                       |
| Извор #2: Weatherbase                                 |                                                       |                                                       |                                                       |                                                       |                                                       |                                                       |                                                       |                                                       |                                                       |                                                       |                                                       |                                                       |                                                       |

## Становништво
| 2006. | 2011. |
| ----- | ----- |
| 7.932 | 8.029 |